# 1908년 하계 올림픽 체조 남자 개인 기계 종합
틀:역대 올림픽 체조
1908년 하계 올림픽 체조 개인 기계 종합은 1908년 하계 올림픽 체조의 두가지 세부종목 중 하나로, '헵타슬론' (heptathlon)이라고도 불리는 7가지 종합 기계체조 종목이었다. 이 종목에서는 개인 단위로 참가한 선수들이 각 종목에서 펼친 연기의 점수를 합산하여 최종 점수를 매겼다.
한 국가당 최대 20명의 선수를 출전시킬 수 있었으며, 프랑스와 영국이 최대 인원을 출전시켰다. 총 12개국 97명의 선수가 참가하였다. 이탈리아의 알베르토 브랄리아 금메달을 획득하며 이탈리아의 첫 남자 개인 종합 체조종목 메달을 안겼다. 은메달은 영국의 월터 티솔이, 동메달은 프랑스의 루이 세귀라가 차지했다.
1904년 하계 올림픽과는 달리 1908년에는 남자 개인 종합 결과가 남자 단체전에 사용되지 않았다.

## 배경
남자 개인 종합 종목의 역대 세 번째 올림픽 대회였다. 이 종목이 올림픽에 도입된 것은 1900년 하계 올림픽부터로, 1896년 대회에서는 개별 기구 종목만 편성되었다. 1900년 대회 이후 남자 개인 종합 종목은 매 대회마다 개최되고 있다.
1904년 하계 올림픽에서 상위 10위에 든 체조 선수 가운데 은메달을 차히잔 독일의 빌헬름 베버가 이번 대회에 다시 출전했다. 당시 세계 챔피언(1907년 기준)은 보헤미아의 요제프 차다였다.
캐나다, 핀란드, 네덜란드, 노르웨이, 튀르키예가 이번 대회에 처음으로 출전했다. 독일은 남자 개인 종합에서 세 번째 출전을 기록하며, 이 종목에 모든 대회에 출전한 유일한 국가였다.

## 경기 방식
이번 대회에서 진행된 체조 종목은 다음과 같다.
- 수평봉 (스윙 동작)
- 수평봉 (느린 동작)
- 평행봉
- 링 (스윙)
- 링 (정지)
- 안마
- 로프등반

로프등반을 제외한 모든 종목에서 각 선수는 최대 2분 동안 연기할 수 있었으며, 시간 초과 시 1점의 페널티가 부과되었다. 수평봉의 높이는 250cm와 220cm, 평행봉의 높이는 160cm와 148cm로 설정되었다. 링은 180cm에서 250cm까지 10cm 간격으로 조절할 수 있었다. 줄의 지름은 5cm였으며, 최고 지점은 720cm에 위치했고, 180cm까지 45cm 간격으로 표시가 있었다.
로프등반을 제외하고 각 체조 선수는 각 기구에서 한 가지 '자유' 동작을 선보일 수 있었으며, 3명의 심판으로부터 최대 24점을 받을 수 있었다. 따라서 각 연기마다 최대 72점, 6종목에서 최대 432점을 받을 수 있었다. 점수는 "(a) 시도한 동작의 성공 여부, (b) 동작의 난이도와 조합, (c) 스타일과 순서, (d) 동작의 다양성"에 따라 부여되었다.
로프등반 대회에서는 체조 선수들이 다리를 함께 모으고 끊임없는 움직임으로 손만을 사용하여 줄을 올라야 했다. 움직임이 끊기는 순간 심판은 점수 부여를 중단했다. 체조 선수는 18인치마다 1⁄2점을 받을 수 있었다.

## 일정
| 날짜                     | 라운드             |
| ------------------------ | ------------------ |
| 1908년 7월 14일 (화요일) | 결승전             |
| 1908년 7월 15일 (수요일) | 결승전 (경기 속행) |

## 결과
대회 공식 보고서에는 상위 19명의 순위와 점수가 기록되어 있다. 전체 경기 결과는 자료가 없어 알려지지 않았으나, 1908년 8월자 프랑스 잡지 〈르 파트로나주〉 지에 실린 것이 2020년 3월에 뒤늦게 발굴되었다.
| 순위 | 체조 선수                | 국가                   | 점수   |
| ---- | ------------------------ | ---------------------- | ------ |
| 1    | 알베르토 브랄리아        | 이탈리아               | 317    |
| 2    | 월터 티솔                | 영국                   | 312    |
| 3    | 루이 세귀라              | 프랑스                 | 297    |
| 4    | 쿠르트 슈토이어나겔      | 독일                   | 273.5  |
| 5    | 프리드리히 볼프          | 독일                   | 267    |
| 6    | 새뮤얼 호드게츠          | 영국                   | 266    |
| 7    | 마르셀 랄뤼              | 프랑스                 | 258.75 |
| 8    | 라파엘 디아즈            | 프랑스                 | 258.5  |
| 9    | 에드워드 포츠            | 영국                   | 252.5  |
| 10   | 쥘 롤랑                  | 프랑스                 | 249.5  |
| 11   | 프랑수아 니달            | 프랑스                 | 249    |
| 12   | 조지 베일리              | 영국                   | 246    |
| 12   | 카를 보르헤르트          | 독일                   | 246    |
| 14   | 앙투안 코스타            | 프랑스                 | 241.75 |
| 15   | 야노시 니스토르          | 헝가리                 | 236    |
| 16   | 토머스 딕                | 영국                   | 233.5  |
| 16   | 알프레드 호지스          | 영국                   | 233.5  |
| 18   | 조르주 튀르네르          | 프랑스                 | 232    |
| 19   | 귀도 로마노              | 이탈리아               | 230    |
| 20   | 조제프 카스틸리오니      | 프랑스                 | 227    |
| 21   | 오텔로 카피타니          | 이탈리아               | 226.75 |
| 22   | 조제프 뤽스              | 프랑스                 | 226    |
| 23   | 윌리엄 워터스            | 영국                   | 225.5  |
| 24   | 제임스 그레이엄          | 영국                   | 225    |
| 25   | 요제프 차다              | 보헤미아               | 222.5  |
| 26   | 도미니크 폴라치          | 프랑스                 | 222    |
| 26   | 귀스타브 샤르무아유      | 프랑스                 | 222    |
| 28   | 오귀스트 카스티유        | 프랑스                 | 220    |
| 28   | 빌헬름 베버              | 독일                   | 220    |
| 30   | 페르낭 카스티유          | 프랑스                 | 218    |
| 31   | 조지프 쿡                | 영국                   | 213    |
| 32   | 빅토르 뒤부아            | 프랑스                 | 212.5  |
| 33   | 요제프 크레머            | 독일                   | 212    |
| 34   | 칼만 서보                | 헝가리                 | 209    |
| 35   | 폴린 르메르              | 프랑스                 | 207.25 |
| 36   | 보후밀 혼자트코          | 보헤미아               | 205.5  |
| 37   | G. 미드                  | 영국                   | 205    |
| 38   | G. 무니에르              | 프랑스                 | 204.5  |
| 39   | 임레 겔레르트            | 헝가리                 | 202.5  |
| 40   | 하인리히 지벤하어        | 독일                   | 198.5  |
| 41   | 파울 피셔                | 독일                   | 198    |
| 42   | 에드거 다이슨            | 영국                   | 195.5  |
| 43   | E. 고티에                | 프랑스                 | 195    |
| 44   | 장 반 기스               | 벨기에                 | 194    |
| 45   | 시드니 돔빌              | 영국                   | 193.75 |
| 46   | 로버트 핸리              | 영국                   | 193.5  |
| 47   | 미하이 언토시            | 헝가리                 | 192.5  |
| 48   | 존 워터스                | 영국                   | 187.5  |
| 49   | 미셸 빗                  | 네덜란드               | 187.5  |
| 50   | 게오르크 카르트          | 독일                   | 186.5  |
| 51   | 윌리엄 퍼거스            | 영국                   | 183.5  |
| 52   | 카를 쾨르팅              | 독일                   | 181    |
| 53   | 빌헬름 카우프만          | 독일                   | 180.5  |
| 53   | 펠리시앙 르캥            | 프랑스                 | 180.5  |
| 53   | 앙투안 드 뷔크           | 벨기에                 | 180.5  |
| 56   | 에드먼드 아스피널        | 영국                   | 177    |
| 57   | 가스통 라텔로            | 프랑스                 | 172.75 |
| 58   | C. H. 스미스             | 영국                   | 171.75 |
| 59   | 앨런 키스                | 캐나다                 | 170    |
| 60   | 헤라르뒤스 베슬링        | 네덜란드               | 165    |
| 61   | 레이니어르 블롬          | 네덜란드               | 160.5  |
| 62   | 이시도러 하우데컷        | 네덜란드               | 159    |
| 62   | 요하네스 스티켈만        | 네덜란드               | 159    |
| 64   | 에마뉘엘 브라우어르      | 네덜란드               | 158    |
| 65   | 아우구스트 에리히        | 독일                   | 156.75 |
| 66   | 요하네스 포스튀뮈스      | 네덜란드               | 155.5  |
| 67   | 요한 스크라타스          | 노르웨이               | 154.5  |
| 67   | 알레코 물로스            | 튀르키예 (오스만 제국) | 154.5  |
| 69   | 디르크 얀선              | 네덜란드               | 153.5  |
| 70   | 페터르 홀                | 노르웨이               | 152.5  |
| 71   | 코르넬뤼스 베커르        | 네덜란드               | 152.5  |
| 72   | 얀 볼트                  | 네덜란드               | 150.5  |
| 73   | 오토 바우셔              | 영국                   | 149.5  |
| 74   | 얀 야코프 키프트         | 네덜란드               | 149.5  |
| 75   | 리쿠 코르호넨            | 핀란드                 | 143.5  |
| 76   | 카를 클레트              | 노르웨이               | 142    |
| 77   | 프리제시 그라프          | 헝가리                 | 141.5  |
| 78   | 아브라함 목              | 네덜란드               | 141    |
| 79   | A. V. 포드               | 영국                   | 141.5  |
| 80   | 오빌 엘리엇              | 캐나다                 | 132.5  |
| 81   | 야스카 사리부오리        | 핀란드                 | 132    |
| 82   | 프리초프 올센            | 노르웨이               | 127.5  |
| 83   | 헨드리퀴스 테이선        | 네덜란드               | 127    |
| 84   | 콘라드 카를스루드        | 노르웨이               | 124    |
| 85   | 레너드 핸슨              | 영국                   | 121    |
| 85   | 이바리 파르타넨          | 핀란드                 | 121    |
| 87   | 페르 마티아스 예스페르센 | 노르웨이               | 120.5  |
| 88   | 에투 코소넨              | 핀란드                 | 120    |
| 89   | 에마뉘엘 부아슬레베      | 프랑스                 | 120    |
| 90   | 요한 플레머르            | 네덜란드               | 118.5  |
| 91   | 다비드 테이보넨          | 핀란드                 | 117.5  |
| 92   | 올레 이베르센            | 노르웨이               | 117    |
| 93   | 콘스탄테인 판달런        | 네덜란드               | 116.5  |
| 94   | 오이겐 잉게브레첸        | 노르웨이               | 109    |
| 95   | 헤르만 판 레이우언       | 네덜란드               | 101    |
| 96   | 요나스 슬리르            | 네덜란드               | 96     |